# عقدة (حاسوب)
عقدة أو نقطة التقاء (بالإنجليزية: Node)‏ يتم استخدام المصطلح للتعبير عن الكود البرمجي الذي يستخدم لتخزين البيانات في اللوائح المترابطة.

تتألف العقدة من تركيب (Struct)ويختلف هذا التركيب حسب نوع اللائحة حيث نجد :
- العقدة في اللائحة المترابطة البسيطة :

تتألف فيها العقدة من مؤشر(pointer) يدعى (next)يؤشر إلى العقدة التالية ومكان لتخزين المدخلات ويمكن تسميته (elemnt)وهذا هو الكود البرمجي الخاص به :

```
struct
 
node_name
;

struct
 
node
 
{

int
 
elem
;

node
*
 
next
;

};

```

- العقدة في اللائحة المترابطة ترابطا مضاعفا (doubly linked list) :

تتألف فيها العقدة من مؤشر يدعى (next)يؤشر إلى العقدة التالية ومؤشر يدعى (previous) يؤشر إلى العقدة السابقة ومكان للتخزين يمكن تسميته (element)ويكون الكود البرمجي الخاص بهذه العقدة :
```
struct
 
node_name
;

struct
 
node
 
{

int
 
elem
;

node
*
 
next
;

node
*
 
prev
;

};

```